# Passer en winkelhaak
Passer en winkelhaak vormen een symbool voor de vrijmetselarij bestaande uit een geopende passer die boven en/of onder een naar onder wijzende winkelhaak ligt.
Als men de passer opvat als symbool voor de geest, en de winkelhaak voor de stof, dan duidt de ligging van de passer de graad aan waarin wordt gewerkt:
- Eerste of leerlinggraad: de passer ligt onder de winkelhaak: de geest is nog verborgen in de stof.
- Tweede of gezellengraad: de passer ligt met één been onder en het andere boven de winkelhaak: de geest krijgt macht over de stof.
- Derde of meestergraad: de passer ligt op de winkelhaak: de geest regeert over de stof.

Andere betekenissen van de passer en winkelhaak dan de hierboven genoemde, zijn mogelijk. Het is een symbool dat door de vrijmetselaar op eigen wijze geïnterpreteerd mag worden; de vrijmetselarij zegt geen dogma's te kennen.
In sommige gevallen wordt de letter G tussen passer en winkelhaak geplaatst, net als bij de Vlammende Ster. Dit verwijst naar het heilige en kan worden opgevat als God, Grote Geometer, Gnosis e.d.
Niet iedere afbeelding met passer en winkelhaak heeft betrekking op de vrijmetselarij. Ook bij verschillende bouwgilden en architectengilden werden deze symbolen gebruikt. 